# Megalocnus rodens
Megalocnus rodens fou una espècie de mamífer prehistòric relacionada amb els peresosos d'avui en dia. Aquesta espècie de peresós terrestre visqué a Cuba durant el període Plistocè, però actualment està extinta.
Era un dels més grans animals terrestres del seu hàbitat. Aquests animals tenien la mida d'un os i també tenien urpes potents i una cua molt gran. S'alimentaven d'arrels, brots i branques fresques d'arbustos. A causa de la seva mida i a diferència dels peresosos actuals, no vivien als arbres.
El gènere Megalocnus també incloïa una altra espècie, Megalocnus zile.